# 5670 Роузтейлор
5670 Роузтейлор (5670 Rosstaylor) — астероїд головного поясу, відкритий 7 листопада 1985 року.
Тіссеранів параметр щодо Юпітера — 3,099.